# Austrolimnophila canuta
Austrolimnophila canuta är en tvåvingeart som beskrevs av Alexander 1958. Austrolimnophila canuta ingår i släktet Austrolimnophila och familjen småharkrankar. Inga underarter finns listade i Catalogue of Life.